# ساموئل گلدفلام
ساموئل گلدفلام (لهستانی: Samuel Goldflam؛ ۱۵ فوریهٔ ۱۸۵۲ – ۲۶ اوت ۱۹۳۲) یک متخصص مغز و اعصاب یهودی اهل لهستان بود.
شهرت او به واسطهٔ «سندرم اِرب-گلدفلام» یا همان بیماری میاستنی گراویس است.
وی دانش‌آموختهٔ رشتهٔ پزشکی در «دانشگاه ورشو» بود و بعدها از شاگردان و دستیاران کارل فریدریش اتو وستفال و ژان-مارتن شارکو شد.
او پزشک باسواد و حاذقی بود و کوچکترین نشانه‌ای از بیماری‌ها از چشمان تیزبینش دور نمی‌ماند. علاوه بر نبوغش در رشتهٔ پزشکی، وی یک هنرمند و بتهوون‌شناس برجسته هم بود و به بسیاری از هنرمندان آن دوران از جمله آرتور روبینشتاین کمک کرد تا در حرفه‌شان جا بیفتند.